# Hungria nos Jogos Olímpicos de Inverno de 1972
A Hungria competiu nos Jogos Olímpicos de Inverno de 1972, realizados em Sapporo, Japão.